# Gymnastique artistique aux Jeux olympiques d'été de 2020 - sol femmes
Pour un article plus général, voir Gymnastique artistique aux Jeux olympiques d'été de 2020.
Navigation
Rio de Janeiro 2016 Paris 2024

La finale du sol de gymnastique artistique des Jeux olympiques d'été de 2020 organisés à Tokyo (Japon), se déroule au Centre de gymnastique d'Ariake le 2 août 2021.

## Format
Les 8 meilleurs gymnastes sont qualifiées pour la finale. Les compteurs sont remis à zéro pour la finale, qui ne prend pas en compte les notes des qualifications.
Il ne peut y avoir que deux gymnastes par délégation, la moins bien classée d'entre elles ne serait pas qualifiée et la prochaine gymnaste la mieux classée serait qualifiée à sa place.
Au cas où une gymnaste ne pourrait se présenter à la finale, trois remplaçantes sont prévus lors des qualifications.

## Qualifications
Les qualifications ont lieu le 25 juillet 2021.
| Rang | Nom                          | Pays                       | Difficulté | Exécution | Pénalité | Total | Qualification |
| ---- | ---------------------------- | -------------------------- | ---------- | --------- | -------- | ----- | ------------- |
| 1    | Vanessa Ferrari              | Italie                     |            |           |          |       |               |
| 2    | Simone Biles                 | États-Unis                 |            |           |          |       |               |
| 3    | Jade Carey                   | États-Unis                 |            |           |          |       |               |
| 4    | Rebeca Andrade               | Brésil                     |            |           |          |       |               |
| 5    | Jessica Gadirova             | Grande-Bretagne            |            |           |          |       |               |
| 6    | Viktoria Listunova           | Comité olympique de Russie |            |           |          |       |               |
| 7    | Angelina Melnikova           | Comité olympique de Russie |            |           |          |       |               |
| 8    | Mai Murakami                 | Japon                      |            |           |          |       |               |
| 9    | Jennifer Gadirova            | Grande-Bretagne            |            |           |          |       |               |
| 10   | Vladislava Urazova           | Comité olympique de Russie |            |           |          |       |               |
| 11   | Lilia Akhaimova              | Comité olympique de Russie |            |           |          |       |               |
| 12   | Nina Derwael                 | Belgique                   |            |           |          |       |               |
| 13   | Jordan Chiles                | États-Unis                 |            |           |          |       |               |
| 14   | MyKayla Skinner              | États-Unis                 |            |           |          |       |               |
| 15   | Brooklyn Moors               | Canada                     |            |           |          |       |               |
| 16   | Grace McCallum               | États-Unis                 |            |           |          |       |               |
| 17   | Zhang Jin                    | Chine                      |            |           |          |       |               |
| 18   | Sunisa Lee                   | États-Unis                 |            |           |          |       |               |
| 19   | Lara Mori                    | Italie                     |            |           |          |       |               |
| 20   | Tang Xijing                  | Chine                      |            |           |          |       |               |
| 21   | Aiko Sugihara                | Japon                      |            |           |          |       |               |
| 22   | Hitomi Hatakeda              | Japon                      |            |           |          |       |               |
| 23   | Giulia Steingruber           | Suisse                     |            |           |          |       |               |
| 24   | Kim Bùi                      | Allemagne                  |            |           |          |       |               |
| 25   | Mélanie de Jesus dos Santos  | France                     |            |           |          |       |               |
| 26   | Georgia Godwin               | Australie                  |            |           |          |       |               |
| 27   | Eythora Thorsdottir          | Pays-Bas                   |            |           |          |       |               |
| 28   | Alice D'Amato                | Italie                     |            |           |          |       |               |
| 29   | Shallon Olsen                | Canada                     |            |           |          |       |               |
| 30   | Lee Yunseo                   | Corée du Sud               |            |           |          |       |               |
| 31   | Jutta Verkest                | Belgique                   |            |           |          |       |               |
| 31   | Elisabeth Seitz              | Allemagne                  |            |           |          |       |               |
| 33   | Vera van Pol                 | Pays-Bas                   |            |           |          |       |               |
| 34   | Carolann Héduit              | France                     |            |           |          |       |               |
| 35   | Lieke Wevers                 | Pays-Bas                   |            |           |          |       |               |
| 36   | Marina Gonzalez              | Espagne                    |            |           |          |       |               |
| 37   | Barbora Mokošová             | Slovaquie                  |            |           |          |       |               |
| 38   | Mandy Mohamed                | Égypte                     |            |           |          |       |               |
| 39   | Maellyse Brassart            | Belgique                   |            |           |          |       |               |
| 40   | Lisa Vaelen                  | Belgique                   |            |           |          |       |               |
| 41   | Alice Kinsella               | Grande-Bretagne            |            |           |          |       |               |
| 42   | Pauline Schäfer              | Allemagne                  |            |           |          |       |               |
| 43   | Diana Varinska               | Ukraine                    |            |           |          |       |               |
| 44   | Marine Boyer                 | France                     |            |           |          |       |               |
| 45   | Martina Maggio               | Italie                     |            |           |          |       |               |
| 46   | Filipa Martins               | Portugal                   |            |           |          |       |               |
| 47   | Yuna Hiraiwa                 | Japon                      |            |           |          |       |               |
| 48   | Lu Yufei                     | Chine                      |            |           |          |       |               |
| 48   | Zsófia Kovács                | Hongrie                    |            |           |          |       |               |
| 50   | Sarah Voss                   | Allemagne                  |            |           |          |       |               |
| 51   | Ava Stewart                  | Canada                     |            |           |          |       |               |
| 52   | Emily Whitehead              | Australie                  |            |           |          |       |               |
| 53   | Alba Petisco                 | Espagne                    |            |           |          |       |               |
| 54   | Yeo Seo-jeong                | Corée du Sud               |            |           |          |       |               |
| 55   | Roxana Popa                  | Espagne                    |            |           |          |       |               |
| 56   | Aline Friess                 | France                     |            |           |          |       |               |
| 57   | Amelie Morgan                | Grande-Bretagne            |            |           |          |       |               |
| 58   | Ana Derek                    | Croatie                    |            |           |          |       |               |
| 59   | Lihie Raz                    | Israël                     |            |           |          |       |               |
| 60   | Alexa Moreno                 | Mexique                    |            |           |          |       |               |
| 60   | Elena Gerasimova             | Comité olympique de Russie |            |           |          |       |               |
| 62   | Laura Bechdeju               | Espagne                    |            |           |          |       |               |
| 63   | Ellie Black                  | Canada                     |            |           |          |       |               |
| 64   | Farah Ann Abdul Hadi         | Malaisie                   |            |           |          |       |               |
| 65   | Maria Holbura                | Roumanie                   |            |           |          |       |               |
| 66   | Luciana Alvarado             | Costa Rica                 |            |           |          |       |               |
| 67   | Abigail Magistrati           | Argentine                  |            |           |          |       |               |
| 68   | Ariana Orrego                | Pérou                      |            |           |          |       |               |
| 69   | Flávia Saraiva               | Brésil                     |            |           |          |       |               |
| 70   | Elisa Haemmerle              | Autriche                   |            |           |          |       |               |
| 71   | Marina Nekrasova             | Azerbaïdjan                |            |           |          |       |               |
| 72   | Megan Ryan                   | Irlande                    |            |           |          |       |               |
| 73   | Gabriela Sasnal              | Pologne                    |            |           |          |       |               |
| 74   | Nazli Savranbasi             | Turquie                    |            |           |          |       |               |
| 75   | Tan Sze En                   | Singapour                  |            |           |          |       |               |
| 76   | Asia D'Amato                 | Italie                     |            |           |          |       |               |
| 77   | Naveen Daries                | Afrique du Sud             |            |           |          |       |               |
| 78   | Zeina Sharaf                 | Égypte                     |            |           |          |       |               |
| 79   | Caitlin Rooskrantz           | Afrique du Sud             |            |           |          |       |               |
| 80   | Aneta Holasova               | République tchèque         |            |           |          |       |               |
| 81   | Hanna Traukova               | Biélorussie                |            |           |          |       |               |
| 82   | Raegan Rutty                 | Îles Caïmans               |            |           |          |       |               |
| 83   | Pranati Nayak                | Inde                       |            |           |          |       |               |
| 84   | Milka Gehani Elpitya Badalge | Sri Lanka                  |            |           |          |       |               |
| 85   | Simona Castro                | Chili                      |            |           |          |       |               |
|      | Urara Ashikawa               | Japon                      |            |           |          |       |               |
|      | Anastasiia Iliankova         | Comité olympique de Russie |            |           |          |       |               |
|      | Ou Yushan                    | Chine                      |            |           |          |       |               |

| Légende :                                          | Légende :                                                    | Légende :                  |
| -------------------------------------------------- | ------------------------------------------------------------ | -------------------------- |
| - Q = Qualifié - DNS (Did Not Start) = Non partant | - NQ = Non Qualifié - DNF (Did Not Finish) = N'a pas terminé | - R1, R2, R3 = Remplaçants |

## Finale
Simone Biles, deuxième des qualifications, a annoncé le 31 juillet 2021 qu'elle déclarait forfait pour cette finale du sol.
Elle est remplacée par la première remplaçante, la britannique Jennifer Gadirova, neuvième des qualifications.
| Rang               | Gymnaste           | Pays                       | Difficulté | Exécution | Pénalité | Total  |
| ------------------ | ------------------ | -------------------------- | ---------- | --------- | -------- | ------ |
| Médaille d'or      | Jade Carey         | États-Unis                 | 6.300      | 8.066     |          | 14.366 |
| Médaille d'argent  | Vanessa Ferrari    | Italie                     | 5.900      | 8.300     |          | 14.200 |
| Médaille de bronze | Mai Murakami       | Japon                      | 5.900      | 8.266     |          | 14.166 |
| Médaille de bronze | Angelina Melnikova | Comité olympique de Russie | 5.900      | 8.266     |          | 14.166 |
| 5                  | Rebeca Andrade     | Brésil                     | 5.900      | 8.233     | -0.100   | 14.033 |
| 6                  | Jessica Gadirova   | Grande-Bretagne            | 5.600      | 8.400     |          | 14.000 |
| 7                  | Jennifer Gadirova  | Grande-Bretagne            | 13.233     | 8.133     |          | 13.233 |
| 8                  | Viktoria Listunova | Comité olympique de Russie | 5.200      | 7.300     | -0.100   | 12.400 |